# Teram Kangri
Teram Kangri je horský masiv v pohoří Karákóram, oblasti Siachen Muztagh. Nejvyšším vrcholem Siachen Muztagh je hora Teram Kangri I.

## Teram Kangri I
Vrchol leží na hranici mezi Čínou a sporným ledovcem Siačen v blízkosti linie kontroly mezi Indií a Pákistánem. Severovýchodní strana vrcholu se nachází na čínském území a jižní strana v Indii. Na Teram Kangri I provedla prvovýstup japonská exdpedice pod vedením Hajima Katayamy, který získal povolení od pákistánské vlády. Po dlouhém přístupu vystoupali horolezci Kazuo Kodaka a Yasunori Kobayashi přes jihozápadní hřeben na vrchol Teram Kangri II, který překročili a přes hřeben vysoupali 12. srpna 1975 na Teram Kangri I.

## Teram Kangri II
Hora Teram Kangri II (7 407 m) byla 12. a 13. srpna 1975 vylezena všemi ostatními členy japonské exdpedice pod vedením Hajima Katayamy.

## Teram Kangri III
Prvovýstup na Teram Kangri III (7 382 m) provedla v roce 1979 japonská expedice vedená S. Hanadou.